# L'Île (roman)
Pour les articles homonymes, voir L'Île.
L'Île est un roman d'aventures, basé sur des faits historiques, écrit par l'écrivain français Robert Merle, est paru en 1962.
L'Île reprend un thème cher à Robert Merle, l'histoire d'hommes restés face à eux-mêmes, qui tentent d'organiser une vie en société. L'auteur a fait des recherches historiques sur l'histoire réelle des révoltés du Bounty, qui se sont cachés à la fin du XVIIIe siècle une île de l'océan Pacifique, en Océanie, sur la principale terre de ce qui deviendra plus tard territoire britannique des îles Pitcairn et dont les habitants, descendants des mutins et parlant le pitcairnais, créole dérivé de l'anglais, s'étaient massacrés dans une guerre sans merci, née du partage des femmes et du partage des terres. Robert Merle a cependant choisi de s'en éloigner sur plusieurs points et en prévient dès l'introduction.
Ce roman a obtenu le prix de la Fraternité.

## Résumé

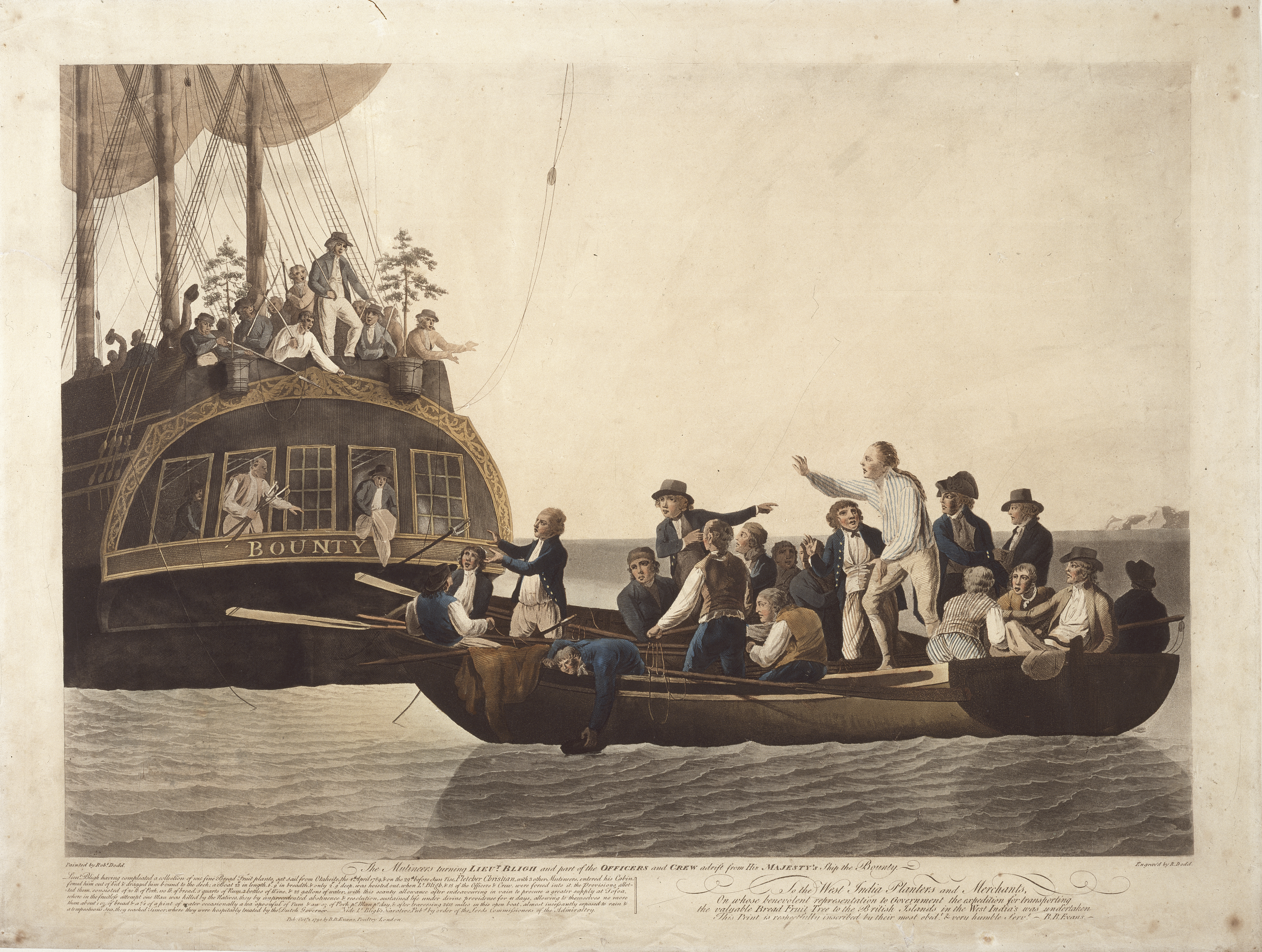
Fletcher Christian et les mutins abandonnent à la dérive le capitaine William Bligh et 18 marins qui lui étaient restés loyaux le 28 avril 1789 ; gravure de Robert Dodd (1790).

L'intrigue de l'Île est largement inspirée de l'histoire réelle des révoltés du Bounty. L'histoire se situe à la fin du XVIIIe siècle en Océanie.

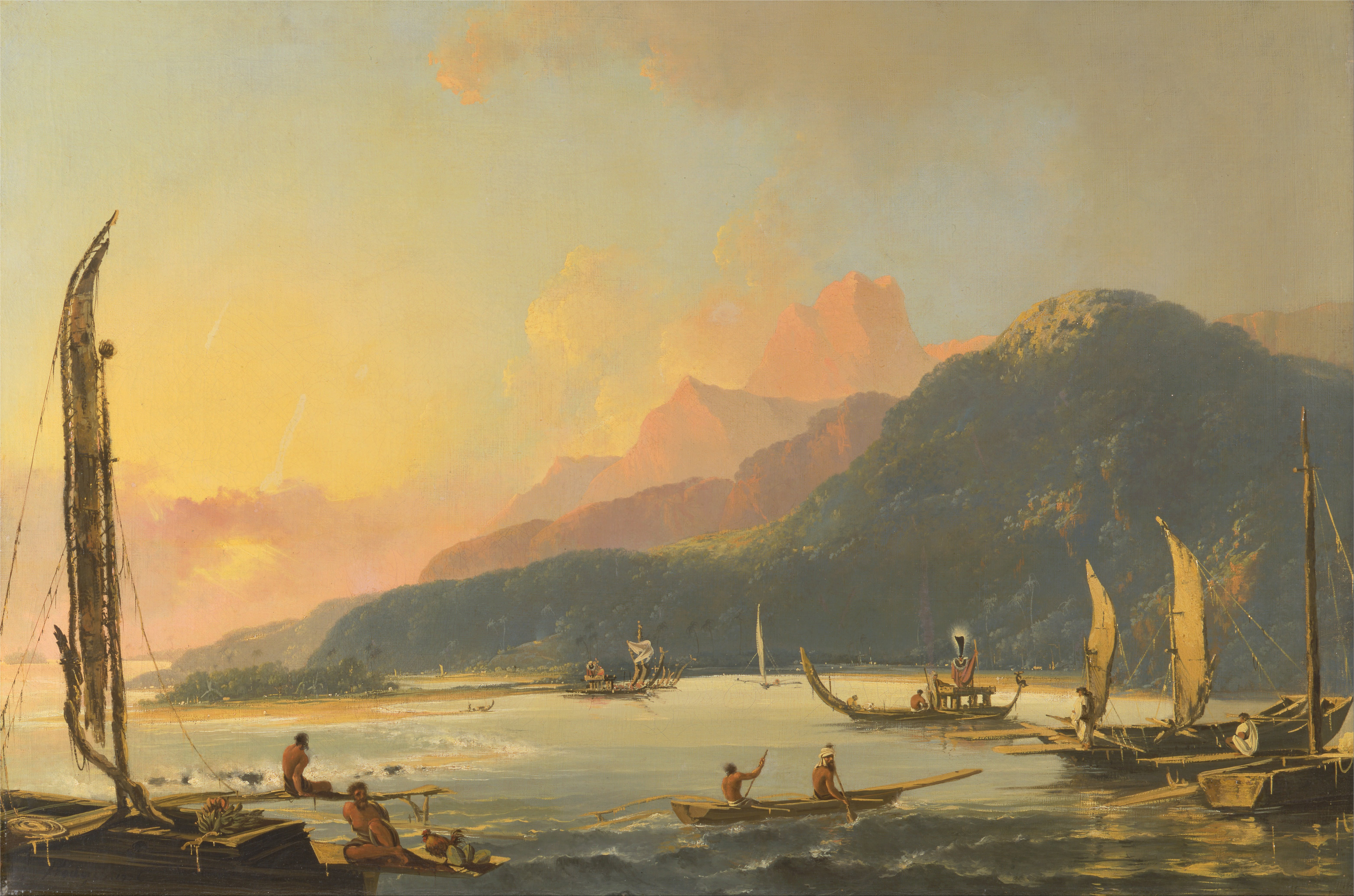
La baie de Matavai à Tahiti par William Hodges (1776).

Durant un voyage vers Tahiti, une partie de l'équipage du Blossom se révolte contre Burt, le capitaine tyrannique, et le tue. Devenus des mutins, les marins doivent se réfugier sur une île lointaine et non répertoriée sur les cartes. Ils passent par Tahiti, où Purcell, le personnage central, retrouve le grand chef Tahitien, Otou, et ses deux enfants, Mehani et Ivoa, qu'il avait rencontrés lors d'un précédent séjour. 
Pour compléter la future population de l'île, les Anglais partent avec 6 Tahitiens et 12 Tahitiennes, dont les deux amis de Purcell. Dès l'arrivée sur l'île, les Britanniques écartent les Tahitiens des décisions importantes, en mettant en place des votes "démocratiques" qui établissent toutes les règles de la communauté. Les deux groupes vivent séparés, les tensions montent, et s'aggravent dramatiquement. Mais plusieurs couples sont formés de personnes des deux groupes.

## Personnages

### Habitants de l'île

#### Britanniques
- Adam Briton Purcell, Se dit Adamo, est le personnage principal du livre. Il est lieutenant sur le Blossom et d’origine écossaise. Dans la marine depuis vingt ans, il a fait dans le passé un séjour de six mois à Tahiti où il s’est fait de nombreux amis, dont la famille du chef Otou. Il est mû par un profond humanisme et s’oppose farouchement à tout conflit armé, au point que les deux camps lui reprochent sa neutralité.
- Richard Hesley Mason, dit Chef de la grande pirogue, meurtrier de Burt et premier lieutenant du Blossom. À la suite de la mort du capitaine et du second, il s’autoproclame capitaine du bateau et décide de l’installation des mutins dans l'île. C'est un homme solide d'une cinquantaine d'années, totalement guindé dans les conventions sociales et hiérarchiques.
- James Finchley Mac Leod, dit le Squelette, vieux matelot écossais et charpentier. C'est un homme d’une maigreur effrayante, froid, calculateur et égoïste. Doué de talents de politicien insoupçonnés, il prend vite le contrôle de la majorité du groupe anglais grâce à un simulacre de démocratie. Sa politique de spoliation des Tahitiens déclenchera le conflit.
- William Baker, dit Ouili, matelot. C’est un homme de nature violente, mais qui adhère à certaines idées de Purcell.
- Robert Jones, dit Ropati, matelot. C’est encore un adolescent et est le cadet des Britanniques. C'est le beau-frère de Baker. Il est joyeux et un peu narcissique. Il se range aux côtés de Purcell et Baker.
- White, matelot. Métis, fils d'un Anglais et d'une Chinoise, c'est un homme taciturne et très susceptible à cause des moqueries dont il est la cible (son nom signifie « Blanc » en anglais, ce qui jure avec ses origines), mais il est toujours poli. Il est du côté de Mac Leod à cause d'une antipathie envers Purcell.
- Smudge, dit Petit rat, matelot. C'est un homme petit, dont le physique lui a valu son surnom peu flatteur. Son caractère est à l’avenant : il est sournois et lâche. C'est un peu l’âme damnée de Mac Leod.
- Johnson, matelot. C’est un vieillard peureux qui a fui la tyrannie de sa femme au pays. Sur l’île, il est souvent l’allié de Mac Leod plus par crainte de celui-ci et Smudge que par adhésion véritable.
- John Hunt, dit Jono, matelot. C’est une brute totalement stupide qui sait à peine parler, mais placide. Il est du côté de Mac Leod pour la simple raison que Mac Leod sait lui faire lever la main pour le vote quand il le désire.

#### Tahitiens

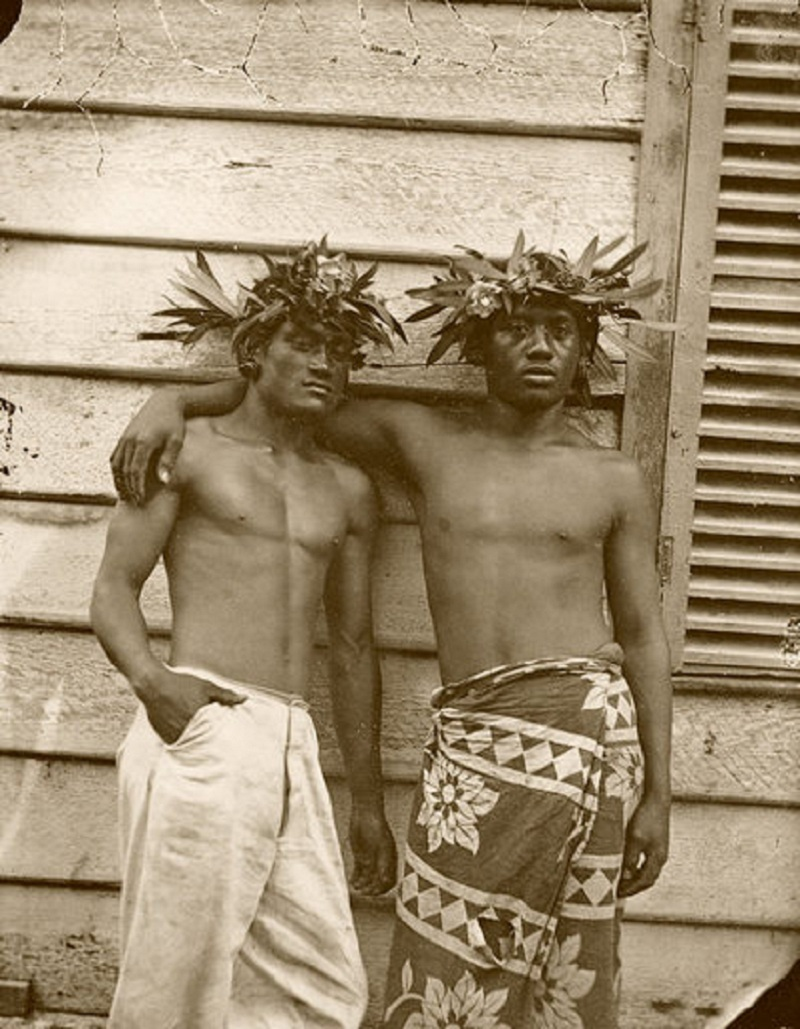
Deux Tahitien, 1870, Paul-Émile Miot.

- Tetahiti, le chef du groupe des Tahitiens. Il a trente ans et est d'un caractère austère. Il est le fils du frère du chef Ohou, donc le cousin d’Ivoa.
- Mehani, fils du chef Otou et ami d’Adamo qui est devenu son beau-frère en épousant Ivoa.
- Timi, "le plus beau des Tahitiens", il est aussi le plus jeune. Jaloux de Tetahiti et Mehani qui sont fils de chefs, contrairement à lui, il est d'un tempérament pervers voire sadique.
- Ohou, il est épris d'Amoureïa et s'oppose au souhait des anglais de priver les tahitiens de compagnes.
- Kori, Mehoro, ils sont sincères, d'un tempérament plein et entier, sans filtre.

#### Tahitiennes

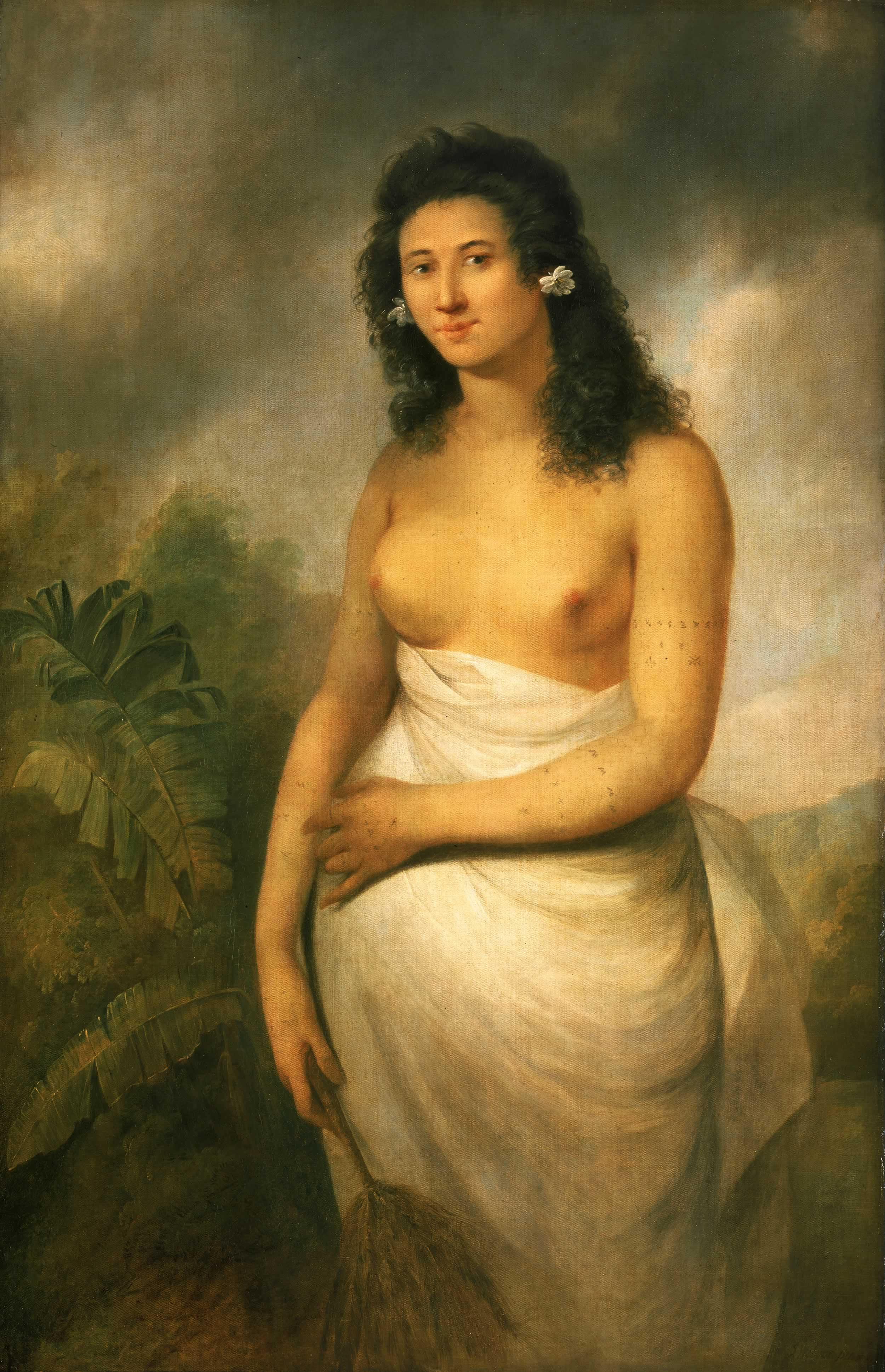
Femme polynésienne par John Webber (1777).

- Ivoa, sœur de Mehani. Pendant l’absence de Purcell à Tahiti, elle est devenue femme, et au retour de celui-ci, elle s’éprend de lui et ils se marieront sur le Blossom. Elle est douce et compréhensive avec son mari, mais son tempérament guerrier se révèle quand les circonstances l'exigent. Elle est la première femme de l'île à attendre un enfant.
- Omaata est une force de la nature au caractère affirmé. Elle est si grande que même Hunt semble petit à côté. Elle a un cœur d’or et se montre très protectrice envers ses protégés, notamment Adamo.
- Itia est une jeune femme libre, espiègle et insolente. Elle désire faire d’Adamo son Tané, c'est-à-dire son amant.
- Taïata est une femme autoritaire qui frappe son mari anglais.
- Horoa a un caractère très affirmé et loquace.
- Itihota est discrète et taciturne.
- Vaa a un physique rustique et la réputation d'être peu intelligente. Elle devient la femme de Mason et estime qu'elle doit être traitée comme la femme d'un chef ce qui déplait grandement à Ivoa. Elle est la seconde femme de l'île à attendre un enfant.
- Amoureïa est la cadette.
- Avapouhi, Toumata, Raha, Faïna.

### Autres personnages
- Burt, capitaine du Blossom est un colosse tyrannique et sadique. Il pressent une mutinerie et compte la déclencher au moment où il le souhaite pour pouvoir la tuer dans l’œuf, aussi il tue volontairement Jimmy d’un uppercut extrêmement violent en guise de punition sous un prétexte futile. Il est tué par Mason qui venge son neveu.
- Jimmy, mousse sur le Blossom et neveu de Mason. Il éclabousse Burt par inadvertance, ce qui, de fil en aiguille, déclenche l’uppercut fatal puis la mutinerie.
- Isaac Boswell, chargé de donner des coups de fouet quand le travail n'avance pas assez à bord. Il est tué par Hunt parce qu'il l'a battu.
- John B. Simon, le second officier du Blossom. C'est un homme aigri par ses échecs et qui déteste Purcell. Il est tué par Mac Leod parce qu’il voulait défendre Boswell.
- Otou, chef à Tahiti. Il est le père de Mehani et Ivoa, ainsi que l’oncle de Tetahiti. Il a les yeux bleus, ce qui lui confère un grand prestige auprès des autres Tahitiens. Il porte Adamo en grande estime.

## Critique
Dans Le Monde du 14 avril 1962, Jacqueline Piatier estime qu'il n'y a pas de « livre plus contemporain, plus engagé dans notre problème capital actuel », c'est-à-dire la question coloniale. Pour la critique, Robert Merle a écrit une « œuvre de philosophie politique et sociale ». Elle en conclut qu'il « faut faire lire ce livre aux jeunes (...) tant sa générosité touche ». Le romancier s'applique à peindre des individualités dont le caractère et le comportement vont faire éclater le drame, souligne cette critique.
L'Île s'inscrit dans la lignée de plusieurs autres romans de Robert Merle. En dehors de l'intrigue, on retrouve une réflexion sur le racisme, l'amitié, la religion, ainsi qu'un affrontement entre l'intolérance et un personnage humaniste (Purcell), qui n'est pas sans rappeler Pierre de Siorac ou les héros de Malevil et de Le jour ne se lève pas pour nous.